# 魏文彬
魏文彬（1950年1月—），男，湖南桃源人，中国媒体人、政治人物，曾任湖南省广播电视局党组书记、局长、湖南广播影视集团董事长，湖南省政协副主席，中国电视艺术家协会副主席。顾问。